# 臺東糖廠中山堂
臺東糖廠中山堂是位於台灣台東縣台東市的一座建築。台東糖廠中山堂修建於1950年，是一座高一層的鋼筋混凝土建築，正面仿希臘神廟式樣。中山堂是台東糖廠的禮堂和聚會場地，現在也是台東糖廠及光明里居民聚會和投票的場所。台東糖廠中山堂現在被列入台東縣歷史建築之一。